# Most na Adi
Most na Adi (v srbské cyrilici Мост на Ади) je zavěšený most, překonávající řeku Sávu v srbské metropoli Bělehradě. Svůj název má podle ostrova Ada Ciganlija, který rovněž překonává a na kterém je umístěn jeho jediný pilíř.
Most slouží silniční dopravě (výhledově má být střední část mostovky vyhrazena také tramvajím) a spojuje městské části Nový Bělehrad a Čukarica. Je součástí tzv. Vnitřního magistrálního půlprstence (UMP), který má spojit městské části Nový Bělehrad a Zvezdara. 
Most je dlouhý 964 metrů a jeden pilíř, na který je zavěšena tíha celého mostu, dosahuje až výšky 200 m. Lana pak mají délku od 97 do 375 metrů. V obou směrech slouží automobilové dopravě tři jízdní pruhy. Centrální část mostovky je vyhrazena pro provoz tramvají, nebo eventuálně i metra či železnice.[zdroj?]

## Historie
První návrh mostu přes řeku Sávu a ostrov Ada Ciganlija předložil již architekt Đorđe Kovaljevski v roce 1923. Spolu s mostem měly být vybudovány i navazující silniční komunikace na tehdy prázdný druhý břeh řeky Sávy, kde se dnes nachází Nový Bělehrad a Zemun. Most měl být trasován obdobně jako je tomu v případě toho současného; tedy přes severní výběžek ostrova. Velkolepý plán však nebyl ve své době realizován. 
Výstavba mostu se uskutečnila nakonec až v první dekádě 21. století. V březnu 2008 bylo sestaveno konsorcium pro výstavbu mostu. Stavební práce se rozjely 1. prosince 2008. Cena za výstavbu mostu byla několikanásobně překročena; ještě několik let před zahájení stavby bylo zmiňováno několik desítek milionů eur; roku 2006 byla odhadnuta na 161 milionů eur a nakonec se i díky zvýšení ceny za ocel na světových trzích vyšplhala až na 400 milionů eur. Most byl, spolu s dvěma navazujícími mimoúrovňovými křižovatkami na obou březích řeky Sávy, slavnostně otevřen o půlnoci z 31. prosince 2011 na 1. ledna 2012, a to za přítomnosti tisíců obyvatel hlavního města, prezidenta země a primátora města Bělehradu.

## Název
Název mostu byl vybrán ve veřejné anketě, která se konala během dne otevřených dveří rozestavěného mostu v srpnu 2011. Občané předložili okolo 13 000 návrhů nového názvu, z nichž zhruba 3 500 bylo pro Most na Adi. Dalšími návrhy, které byly umístěny na pomyslném žebříčku níže, byly např. Most Harfa, Most patriarchy Pavla, nebo Most Zorana Đinđića. Název byl oficiálně přijat zastupitelstvem města Bělehradu dne 15. prosince 2011.